# Foktő
Foktő község Bács-Kiskun vármegyében, a Kalocsai járásban.

## Fekvése
A település közigazgatási területe két nagy kiterjedésű, egymástól távol fekvő területből áll. A község belterülete a Duna mellett, Bács-Kiskun és Tolna vármegye határán, Uszódtól 5 kilométerre délre, Kalocsától 3 kilométerre nyugatra fekszik. Kalocsától északra, Foktő községtől légvonalban közel 10 kilométernyire, az 51-es főút mellett terül el Kisfoktő, amelynek környéke a település exklávé része.
Bár a település közelében található, de nem tartozik közigazgatási területéhez a gerjeni komp bal parti felhajtójának környéke és a hozzá kapcsolódó gerjeni (meszesi) nyaralóterület, ezek Kalocsa város részei. A településhez tartozik a meszes üdülőterület kompjáró fölött lévő része.
Foktő észak felől Uszóddal, kelet felől Kalocsával, dél felől Bátyával, délnyugat felől Gerjennel, északnyugat felől pedig Pakssal határos; Kisfoktő területe azonban érintkezik még Dunaszentbenedek, Géderlak és Dunapataj határszéleivel is. A legközelebbi megyeszékhely Tolna vármegye székhelye, a mintegy 40 kilométerre található Szekszárd.
A község határában, a kompállomás közelében, attól északra folyik a Dunába a település belterületén is végighúzódó Csorna–Foktői-csatorna.

### Megközelítése
Az 51-es főútról az 512-es főúton haladva illetve a 6-os főút (Magyarország)-os számú főútról az új Tomori Pál hídon áthaladva, ez a legfontosabb közúti elérési útvonala. A település közigazgatási területén áthalad a Dunapatajtól Kalocsáig húzódó 5106-os út. A településen áthalad az EuroVelo 6: Atlantic – Black Sea kerékpárút és közvetlen kerékpárút köti össze Kalocsával.

## Története
A település és környéke már ősidők óta lakott hely:  a falu melletti Kisvajta-dűlőben bronzkori, a főút körül a kelta "kocsitemetkezés", a Kisbasaréti-dűlőben római kor leletei kerültek felszínre.
Foktő nevét 1311-ben említették először az oklevelek.
1599 tavaszán a dunai naszádosok, a hajdúk támogatásával, Pálffy Miklós vezérlete alatt fényes győzelmet arattak a törökök fölött, akiknek élelemszállító hajóit Foktő és Uszód között szétverték. 
A török hódoltság alatt sem pusztult el a település. 1691-ben 1/4, 1695-ben 1 portát írtak itt össze. A helység Törökképi kertek nevű dűlője a török világ emlékét őrzi.
Református anyaegyháza 1620-ban a fennmaradt adatok szerint már fennállt.
1720-ban pedig már népes helységként volt említve. Anyakönyvei 1756-ban kezdődnek.
Római katolikus egyháza 1762-ben alakult meg és anyakönyvei is ettől az évtől kezdődtek. Ebben az évben ugyanis Vajtáról jobbágyok érkeztek az ottani rossz viszonyok miatt.
1832-ben nagy tűzvész pusztított itt, ekkor az egész helység leégett.
1848-ig a kalocsai érsek volt a település földesura és később is az érsekség volt a legnagyobb birtokosa.
Az úrbéri egyezség és szabályozás Foktőn 1857-ben történt meg.
A 20. század elején az 1950-es megyerendezés Pest-Pilis-Solt-Kiskun vármegye Kalocsai járásához tartozott.
1910-ben 3353 lakosából 3335 magyar volt. Ebből 2040 római katolikus, 1244 református, 62 izraelita felekezetű volt. 1938 júniusában sorozatgyilkosság történt a faluban.
A második világháború alatt a teljes izraelita közösség elpusztult. 
A Szovjetunió irányítása alatti Magyar Népköztársaság idején a községben két Termelőszövetkezet is alapult, amelyek közül az egyik a mai napig működik. A település két természetvédelmi terület, a Kiskunsági Nemzeti Park és a Gemenc határán helyezkedik el. Az 1990-es években kiemelten fontossá vált a környezetvédelem erősítése a területen az Önkormányzat által.
2012-ben a település mellett kezdte meg működését a Glencore globális óriásvállalat magyarországi cége, (jelenlegi nevén) a Viterra cégcsoport irányítása alá tartozó Növényolajgyár, amely Közép-Európa legnagyobbja. 2022-től kezdve az üzem finomított olajat és annak értékes melléktermékeit is gyártja.

## Közélete

### Polgármesterei
- 1990–1994: Gombos János (független)[12]
- 1994–1998: Gombos János (független)[13]
- 1998–2002: Gombos János (független)[14]
- 2002–2006: Jakab Ferenc (független)[15]
- 2006–2010: Jakab Ferenc (független)[16]
- 2010–2014: Dr. Jakab Ferenc (független)[17]
- 2014–2019: Bakai Károly (független)[18]
- 2019–2024: Bakai Károly (független)[19]
- 2024– : Bakai Károly (független)[1]

## Népesség
A település népességének változása:
| Lakosok száma | 1628 | 1618 | 1521 | 1547 | 1391 | 1409 | 1388 |
|               | 2013 | 2014 | 2018 | 2021 | 2022 | 2023 | 2024 |

A 2011-es népszámlálás során a lakosok 89,5%-a magyarnak, 1,5% cigánynak, 0,4% horvátnak, 0,6% németnek, 0,3% románnak mondta magát (10,4% nem nyilatkozott; a kettős identitások miatt a végösszeg nagyobb lehet 100%-nál). A vallási megoszlás a következő volt: római katolikus 50,2%, református 19,7%, evangélikus 0,2%, felekezeten kívüli 6,4% (22,1% nem nyilatkozott).
2022-ben a lakosság 91,9%-a vallotta magát magyarnak, 2,1% cigánynak, 1,1% németnek, 0,4% örménynek, 0,3% horvátnak, 0,3% szerbnek, 0,2% bolgárnak, 0,1-0,1% románnak, ukránnak és szlováknak, 1,7% egyéb, nem hazai nemzetiségűnek (8,1% nem nyilatkozott; a kettős identitások miatt a végösszeg nagyobb lehet 100%-nál). Vallásuk szerint 33,1% volt római katolikus, 18% református, 0,6% evangélikus, 0,2% görög katolikus, 0,2% egyéb keresztény, 1,1% egyéb katolikus, 9,6% felekezeten kívüli (36,3% nem válaszolt).

## Önkormányzati szolgáltatás
- Óvoda és szociális ellátás
- Könyvtár
- Művelődési Ház
- Tájház
- Védőnő
- Háziorvos

## Nevezetességei
- A református templom 1843-ban épült, Hild József tervezte.
- A római katolikus templom védőszentje Szent Gergely. Az épület 1784-ben készült el.
- A református temetőben áll László Károly sírja. Ő volt Kossuth Lajos titkára.
- Nepomuki Szent János szobor.

## Testvértelepülések
- Balatonudvari, Magyarország
- Máréfalva, Románia